# Reprezentacja Zjednoczonych Emiratów Arabskich w hokeju na lodzie mężczyzn
Reprezentacja Zjednoczonych Emiratów Arabskich w hokeju na lodzie mężczyzn – kadra Zjednoczonych Emiratów Arabskich w hokeju na lodzie mężczyzn.
Funkcję trenerów reprezentacji ZEA podjęli Białorusini Juryj Fajkou (główny) i Wital Sauko (asystent, także zawodnik), Arciom Siańkiewicz (główny)
Michaił Klimin (asystent) Siarhiej Zadzielonau (asystent).

## Historia
Od 10 maja 2001 roku jest członkiem IIHF.